# Condado de Daviess (Missouri)
O Condado de Daviess é um dos 114 condados do estado americano de Missouri. A sede do condado é Gallatin, e sua maior cidade é Gallatin. O condado possui uma área de 1 474 km² (dos quais 5 km² estão cobertos por água), uma população de 8 016 habitantes, e uma densidade populacional de 5 hab/km² (segundo o censo nacional de 2000). O condado foi fundado em 1836.